# Arctia luneburgensis
Arctia luneburgensis är en fjärilsart som beskrevs av Machleidt och Steinwarth. Arctia luneburgensis ingår i släktet Arctia och familjen björnspinnare. Inga underarter finns listade i Catalogue of Life.